# بروميد القصدير الثنائي
 بروميد القصدير الثنائي مركب كيميائي له الصيغة SnBr2، ويكون على شكل مسحوق بلوري أصفر.
يوجد القصدير في هذا المركب بحالة أكسدة +2، وتعود ثباتية المركب في هذه الحالة إلى تأثير الزوج الخامل.

## التحضير
يحضر بروميد القصدير الثنائي من مفاعلة فلز القصدير مع حمض هيدروبروميك، يلي ذلك إجراء عملية تقطير لمزيج  H2O/HBr ثم بالتبريد.
{\displaystyle \mathrm {Sn+2\ HBr\longrightarrow SnBr_{2}+H_{2}} }

## الخواص

### البنية
تكون بنية بروميد القصدير الثنائي في الحالة الغازية عبارة عن بنية لاخطية، لها تشكيل منكسر بزاوية رابطة  Br-Sn-Br مقدارها 95°، وللرابطة Sn-Br طول مقداره 255 بيكومتر. تشير بعض الدراسات إلى وجود مؤشرات حول تشكل جزيئات ثنائية (ديمير) في الحالة الغازية. تشبه بنية المركب في الحالة الصلبة تلك التي لثنائي كلوريد القصدير وكلوريد الرصاص الثنائي بحيث يحيط بكل ذرة قصدير خمس ذرات من البروم على شكل هرم مثلثي مضاعف.

### التفاعلات
- ينحل بروميد القصدير الثنائي في المحلات التي تملك زوج إلكتروني حر مثل الأسيتون والبيريدين وثنائي ميثيل سلفوكسيد، حيث يعطي مركبات إضافة ذات بنية هرمية.[4] هناك عدة أشكال مائية (هيدرات) موجودة للمركب، منها مثل 2SnBr2.H2O و 3SnBr2.H2O و 6SnBr2.5H2O والتي تكون بنيتها معقدة في الحالة الصلبة بحيث يتساند حول ذرة القصدير 6 ذرات من البروم على شكل موشور ثلاثي مشوه (غير منتظم)، وعندما ينحل في حمض هيدروبروميك HBr، يتشكل الأيون −SnBr3 الذي لديه بنية هرمية مثلثية.[3]
- يعد بروميد القصدير الثنائي من المواد المختزلة مثل كلوريد القصدير الثنائي SnCl2. يتفاعل بروميد القصدير الثنائي مع بروميدات الألكيل بتفاعل إضافة مؤكسدة بحيث يعطي ثلاثي بروميد ألكيل القصدير، [8]  كما في التفاعل

SnBr2 + RBr→ RSnBr3
- يتصرف بروميد القصدير الثنائي كحمض لويس مشكلا مركبات إضافة مع جزيئات مانحة للإلكترونات مثل ثلاثي ميثيل الأمين حيث يتشكل NMe3.SnBr2 و 2NMe3.SnBr2 كنواتج إضافة.[9] كما يمكن لبروميد القصدير أن يتصرف كمانح ومستقبل للإلكترونات في آن واحد كما في المعقد F3B.SnBr2.NMe3 حيث أنه يعد كمانح لثلاثي فلوريد البورون ومستقبل لثلاثي ميثيل الأمين.[10]